# Міріам Леоне
Мі́ріам Лео́не (італ. Miriam Leone; 14 квітня 1985, Катанія, Італія) — італійська кіноакторка, телеведуча та модель, переможниця конкурсу краси «Міс Італія» 2008 року.
Відома ролями в трилогії серіалів британського телеканалу телеканалу Sky Atlantic «1992», «1993» і «1994», а також роллю Єви Кант в екранізаціях італійських коміксів про Дьяволіка: «Дьяволік. Суперзлочинець і рожевий діамант», «Дьяволік — Гінгко в атаку!» та «Дьяволік, ти хто?».

## Біографія
Міріам Леоне народилася у Катанії, що на Сицилії, 14 квітня 1985 року в сім'ї вчителя літератури Ігнаціо Леоне та Габріелли Леотти, що працювала в муніципалітеті Ачі-Катена. Дитинство, разом з молодшим братом Серхіо, Міріам провела в Ачиреале. Дівчина відвідувала класичну середню школу Gulli e Pennisi в Ачиреале, а після закінчення вступила на факультет літератури та філософії в Катанійського університету, проте полишила навчання.
У 2008 році взяла участь у конкурсі «Міс Італія» з титулом Miss Prima dell'anno. Вибувши на початку конкурсу, її участь була відновлена й Леоне, врешті, виграла приз «Міс Італія 2008 року» у фіналі. Окрім того, Анна Страсберг присудила їй стипендію та титул «Міс Кіно» від американської Акторської студії.
Леоне була однією з ведучих ранкового шоу «Літній ранок» (італ. Unomattina Estate) з 1 червня по 11 вересня на телеканалі Rai 1. У 2010 році Міріам була суддею на шоу Ciak! Si Canta і з того ж року вона працювала співведучою ранкового шоу «Сімейний ранок» (італ. Mattina in famiglia) того ж каналу Rai 1. Вона також була ведучою на церемонії вручення премії «Срібна стрічка» у 2011 році.
Леоне почала свою акторську кар'єру з невеликих ролей, перш ніж отримати головну роль у телесеріалах «Поліцейська дільниця» (італ. Distretto di Polizia), «Дама під вуаллю» (італ. La dama velata) і «Не вбий» (італ. Non uccidere). Вона зіграла головну роль Вероніки Кастелло у трилогії британського телеканалу Sky Atlantic: «1992», «1993» і «1994». У 2018 році Міріам зіграла головну роль у чорному комедійному фільмі «Сховай бабусю в холодильнику» (італ. Metti la nonna in freezer).
Леоне знялася в ролі Єви Кант у фільмі 2021 року за мотивами італійських коміксів Дьяволік. Загалом у серії, станом на початок 2023 року, знято фільм «Дьяволік. Суперзлочинець і рожевий діамант» (італ. Diabolik) 2021 року, «Дьяволік — Гінгко в атаку!» (італ. Diabolik — Ginko all'attacco!) 2022 року та третя серія «Дьяволік, ти хто?» (італ. Diabolik - Chi sei?) 2023 року.

## Фільмографія
| Рік       |    | Українська назва                             | Оригінальна назва                              | Роль                                                                           |
| --------- | -- | -------------------------------------------- | ---------------------------------------------- | ------------------------------------------------------------------------------ |
| 2010      | ф  | Батьки та діти: збовтати перед використанням | Genitori & figli — Agitare bene prima dell'uso | Подруга Луїджі (камео)                                                         |
| 2010      | ф  | Ритм життя                                   | Il ritmo della vita                            | Лісбет (італ. Lisbeth)                                                         |
| 2011—2012 | с  | Камера Кафе                                  | Camera Café                                    | Епізод «Дружня заява» (італ. Constatazione amichevole) (камео)                 |
| 2011      | с  | Поліцейська дільниця                         | Distretto di Polizia                           | 11 сезон, 26 серій (головна роль). Мара Фермі (італ. Mara Fermi)               |
| 2011      | ф  | Звичайні ідіоти: фільм                       | I soliti idioti - Il film                      | Телерепортер (італ. Giornalista TV) (камео)                                    |
| 2012      | с  | За крок від раю                              | Un passo dal cielo                             | 2 сезон, 7 епізодів (епізодична роль). Астрід (італ. Astrid)                   |
| 2014      | с  | Тринадцятий апостол                          | Il tredicesimo apostolo                        | Епізод «Крич демона» (італ. Il pianto del demonio). Міріам (італ. Miriam)      |
| 2014      | ф  | Єдині брати                                  | Fratelli unici                                 | Софія (італ. Sofia)                                                            |
| 2014      | ф  | Найкрасивіша школа в світі                   | La scuola più bella del mondo                  | Маргарита Рівольта (італ. Margherita Rivolta)                                  |
| 2015      | с  | Дама під вуаллю                              | La dama velata                                 | 12 серій (головна роль). Графиня Клара Гранді (італ. Contessa Clara Grandi)    |
| 2015      | с  | 1992                                         | 1992                                           | 10 серій (головна роль). Вероніка Кастелло (італ. Veronica Castello)           |
| 2015—2018 | с  | Не вбий                                      | Non uccidere                                   | 36 серій (головна роль). Валерія Ферро (італ. Valeria Ferro)                   |
| 2016      | ф  | Майже ідеальна країна                        | Un paese quasi perfetto                        | Анна (італ. Anna)                                                              |
| 2016      | с  | Медічі                                       | Medici: Masters of Florence                    | Епізод «Первородний гріх» (англ. Original Sin). Б'янка (італ. Bianca)          |
| 2016      | ф  | На війні за любов                            | In guerra per amore                            | Флора Гварнері (італ. Flora Guarneri)                                          |
| 2016      | ф  | Приємних снів                                | Fai bei sogni                                  | Агнес (італ. Agnese)                                                           |
| 2017      | ф  | Сценічне ім'я – Ніно                         | In arte Nino                                   | Ермінія Феррарі Манфреді (італ. Erminia Ferrari Manfredi)                      |
| 2017      | с  | 1993                                         | 1993                                           | 8 серій (головна роль). Вероніка Кастелло (італ. Veronica Castello)            |
| 2018      | ф  | Сховай бабусю в холодильнику                 | Metti la nonna in freezer                      | Клаудія Марія Лузі (італ. Claudia Maria Lusi)                                  |
| 2018      | ф  | Невидимий свідок                             | Il testimone invisibile                        | Лаура Вітале (італ. Laura Vitale)                                              |
| 2019      | с  | 1994                                         | 1993                                           | 8 серій (головна роль). Вероніка Кастелло (італ. Veronica Castello)            |
| 2019      | ф  | Кохання під домашнім арештом                 | L'amore a domicilio                            | Анна (італ. Anna)                                                              |
| 2019      | кф | Чашка кави з Мерилін                         | англ. A Cup of Coffee with Marilyn             | Оріана Фаллачі (італ. Oriana Fallaci)                                          |
| 2021      | ф  | Чорні очі Мерилін                            | Marilyn ha gli occhi neri                      | Клара Пагані (італ. Clara Pagani)                                              |
| 2021      | ф  | Дьяволік. Суперзлочинець і рожевий діамант   | Diabolik                                       | Єва Кант (італ. Eva Kant)                                                      |
| 2022      | ф  | Біжу до тебе                                 | Corro da te                                    | Кіара (італ. Chiara)                                                           |
| 2022      | ф  | Бажана війна                                 | War — La guerra desiderata                     | Леа (італ. Lea)                                                                |
| 2022      | ф  | Дьяволік — Гінгко в атаку!                   | Diabolik — Ginko all'attacco!                  | Єва Кант (італ. Eva Kant)                                                      |
| 2023      | ф  | Дьяволік, ти хто?                            | Diabolik - Chi sei?                            | Єва Кант (італ. Eva Kant)                                                      |
| 2023      | с  | Сицилійські леви                             | I leoni di Sicilia                             | 8 серій. Джулія Порталупі (італ. Giulia Portalupi)                             |
|           | ф  | Міс Фаллачі                                  | Miss Fallaci                                   | Оріана Фаллачі (італ. Oriana Fallaci) — Проєкт фільму оголошено, у виробництві |